# Máy gặt đập liên hợp

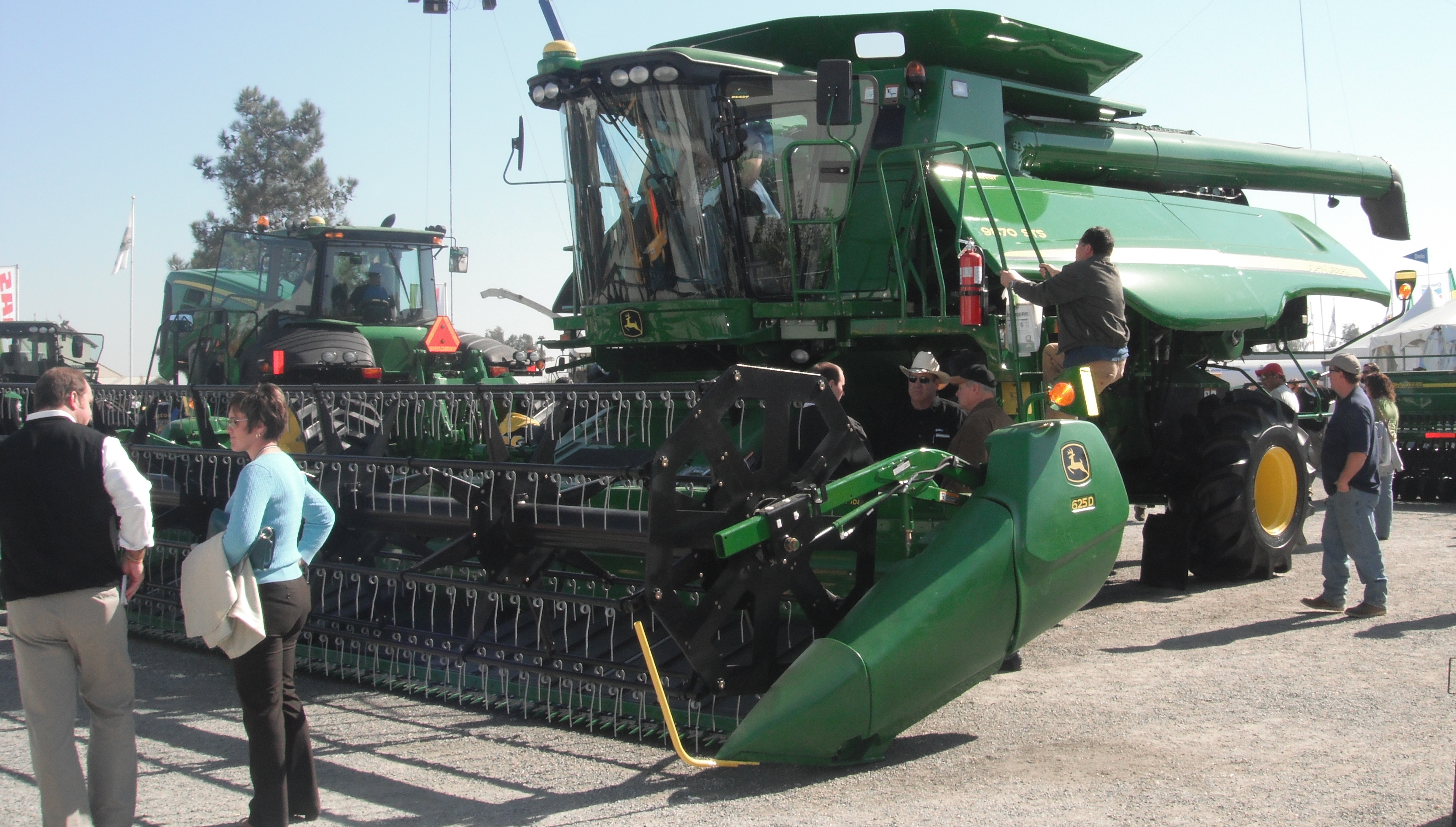
Máy gặt đập John Deere 9870 STS với 625D

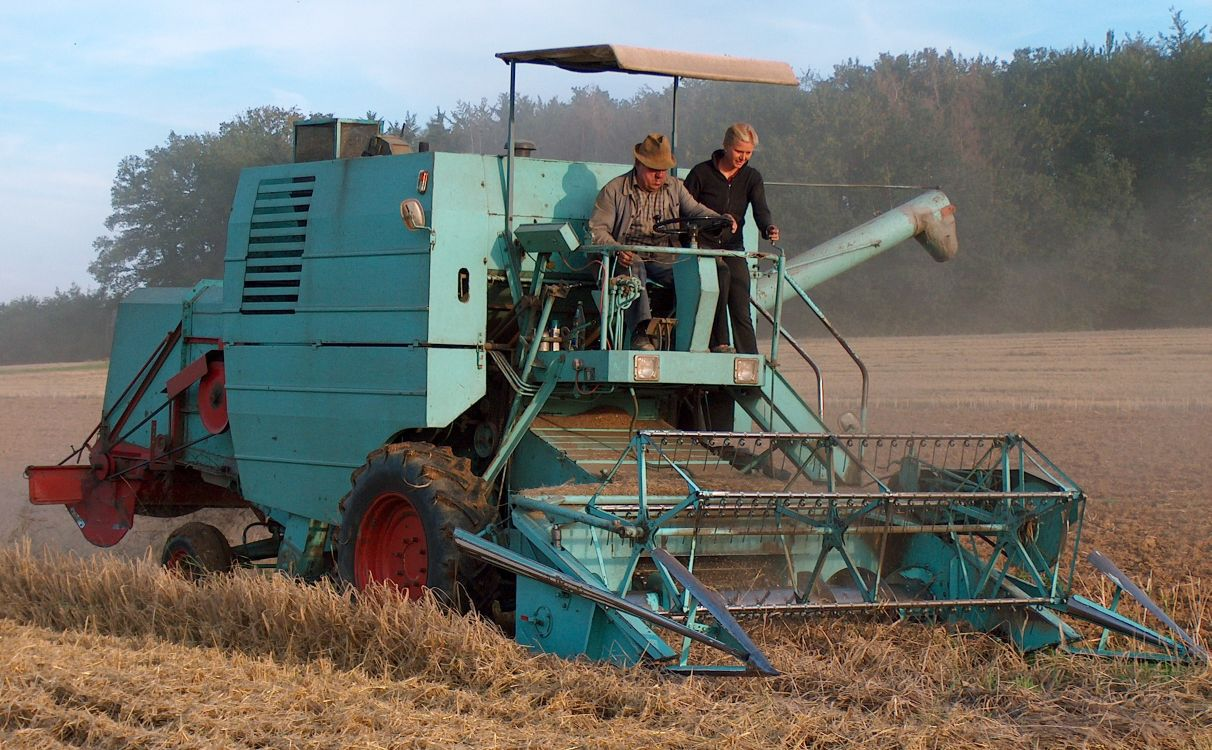
Một máy gặt đập Lely mui trần open-cab combine.

Máy gặt đập liên hợp là một loại máy được dùng để thu hoạch ngũ cốc. Gọi là "liên hợp" vì nó bao hàm các bộ phận đủ để thực hiện cùng lúc 3 chức năng: gặt, đập và sàng. Theo một công văn của UBND tỉnh Thái Bình, máy gặt đập liên hợp có 6 chức năng: vơ -> cắt -> chuyển -> đập -> làm sạch -> đóng bao. Nói cách khác, công đoạn gặt, đập và làm sạch sẽ được thực hiện ngay ở trên ruộng bởi cùng một loại máy. Các ngũ cốc có thể được gặt bởi máy này, ví dụ, bao gồm lúa mì, yến mạch, lúa mạch đen, đại mạch, ngô, đậu nành và lanh.
Máy gặt đập liên hợp được cho là một trong những phát minh quan trọng nhất về mặt kinh tế, giúp tiết kiệm nhân công và khiến xã hội chỉ cần một số nhỏ lao động để tham gia vào các hoạt động sản xuất nông nghiệp.

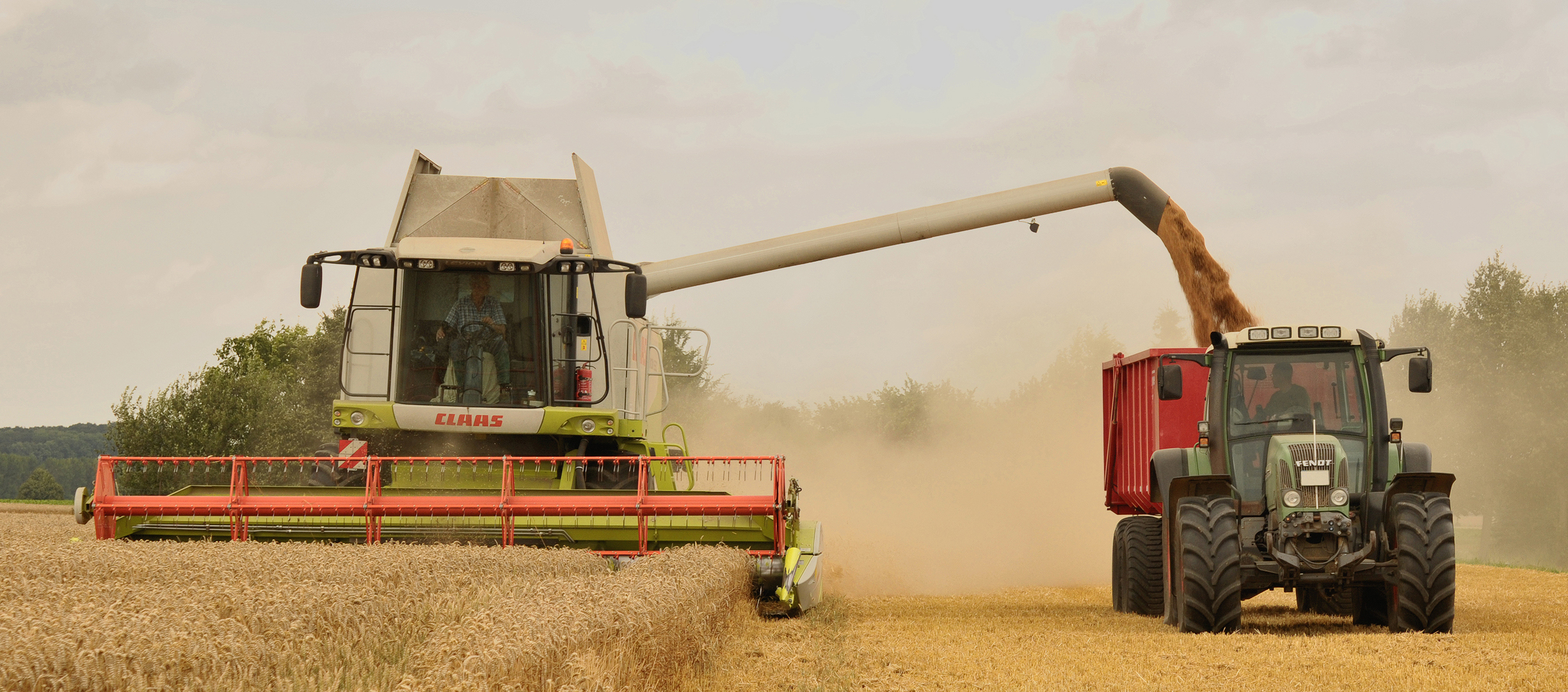
Máy gặt Claas Lexion 584 vừa cắt lúa mì, tuốt, nghiền vụn trấu và thổi vụn phân tán trên đồng ruộng làm phân xanh. đồng thời chuyển hạt lúa mì đã thu hoạch lên một xe chở hàng, trong lúc đang chạy